# Schackendorf
Schackendorf est une commune allemande du Schleswig-Holstein, située dans l'arrondissement de Segeberg (Kreis Segeberg), à trois kilomètres au nord-ouest de la ville de Bad Segeberg. Schackendorf est l'une des 27 communes de l'Amt Trave-Land dont le siège est à Bad Segeberg.